# Isola Vendicari
Isola di Vendicari è un'isola disabitata dell'Italia sita nel mar Ionio, in Sicilia.
Amministrativamente appartiene a Noto, comune italiano del libero consorzio comunale di Siracusa.
Si trova all'interno della riserva naturale orientata Oasi Faunistica di Vendicari. L'isola è oggi di elevatissimo valore faunistico e vegetazionale, malgrado in passato sia stata largamente utilizzata dall'uomo. Ospita i ruderi della casa del proprietario dell'antistante tonnara, Barone Modica Munafò, che qui si trasferiva ogni anno per tutta la durata della mattanza.